# Markus Riese
Markus Riese (* 16. Mai 1980 in Alfeld/Leine) ist ein deutscher Journalist, Moderator, Autor, Musiker und Hörspielsprecher. Er leitet seit Juli 2021 die Redaktion der Alfelder Zeitung.

## Karriere
Riese volontierte in den Jahren 2000 und 2001 bei der Alfelder Zeitung, wo er im Anschluss für ein weiteres Jahr als Redakteur tätig war.
2003 wechselte er zum Philapress-Verlag nach Göttingen, wo er zunächst als Redakteur und ab Januar 2008 als Chefredakteur für die Fachzeitschrift „Briefmarken Spiegel“ verantwortlich zeichnete.
Zwischen 2006 und 2011 war Riese als Keyboarder und Background-Sänger Mitglied der Göttinger Rockband Feltmann. In dieser Zeit entstanden zwei Studio-Alben und eine Best-Of-EP. Später war Riese Mitglied in zwei Gospel-Chören und weiteren Bands.
Außerdem trat er seit dieser Zeit immer häufiger als Moderator in Erscheinung, beispielsweise bei sportlichen Events, auf Stadtfesten, auf Messen oder bei Podiumsdiskussionen.
Im September 2013 wurde er Redaktionsleiter für die Anzeigenblätter der Göttinger Tageblatt Mediengruppe und Chefredakteur des Göttinger Anzeigenblattes „Blick“. Später übernahm er innerhalb der Göttinger Tageblatt Mediengruppe weitere Führungsaufgaben, unter anderem die Leitung des Sonderthemen-Ressorts.
2017 organisierte Riese zusammen mit dem Hörspielproduzenten und -regisseur Sven Schreivogel ein Casting für die Jugendkrimi-Hörspielserie „Die Göttinger Sieben“. Seitdem ist Riese auch selbst als Sprecher und Autor in der Hörspielszene aktiv.
Im Juli 2021 kehrte er zu seiner Heimatzeitung zurück und leitet seitdem die Redaktion der Alfelder Zeitung.